# Jacques La Ramée
Jacques La Ramée (a veces recogido como Jacques La Remy) fue un hombre de las montañas, trampero y comerciante de pieles de origen francés o franco-canadiense que vivía en lo que hoy es el estado de Wyoming, en Estados Unidos, después de mudarse allí en 1815. Poco se sabe sobre su vida, pero en Wyoming hay muchos lugares que llevan su nombre, escrito como Laramie.
Alrededor del año 1815, La Ramée se presentó en la región de lo que hoy es el estado de Wyoming. Entre otros, fundó un grupo de cazadores libres, los free trappers (tramperos libres) y organizó el free trapper rendezvous (encuentro de tramperos libres), una reunión anual en la frontera salvaje de Wyoming. Una reunión similar se llevó a cabo durante muchos años en la región de los ríos Misuri y Misisipí. La Ramée llevó a su grupo a la parte alta del río Platte Norte para cazar allí. En 1820 o 1821 partió para trampear a la caza del castor a lo largo de lo que hoy es conocido como el río Laramie. Después de no acudir a la siguiente reunión anual de tramperos, se envió una partida de búsqueda para encontrarle. Los relatos sobre su desaparición varían: según unos, su cuerpo apareció en la zona controlada por los indios arapaho, en un dique de castores en el río Laramie; según otros se encontraba en su pequeño refugio cerca del río, asesinado por los indios (aunque estos lo negaron rotundamente); según otros, habría muerto atacado por un oso o simplemente habría  desaparecido sin dejar rastro.
La Ramée fue famoso sólo después de su muerte, cuando sus amigos nombraron el río en el que había trampeado en su honor. Más tarde, otros lugares en Wyoming también fueron nombrados del mismo modo, incluyendo la ciudad de Laramie, el condado de Laramie, la base militar de Fort Laramie, la cadena montañosa de Laramie (en el borde oriental de las Montañas Rocosas) y el cerro más alto de esas montañas, el pico Laramie.